# Bouwen aan Geluk
Bouwen aan geluk was een televisieprogramma dat liep op VTM. De presentator was Staf Coppens.
Het eerste seizoen werd uitgezonden van 15 juli 2010 tot 26 augustus 2010 en telde 7 afleveringen. Het tweede seizoen liep van 1 februari 2011 tot 8 maart 2011 en telde 6 afleveringen.
Als intromuziek wordt het nummer Second Last Chance van Bryan Rice gebruikt.

## Inhoud
Personen die tegenslagen gekend hebben en van wie het huis een opknapbeurt kan gebruiken, worden (zonder dat zij dit zelf weten) ingeschreven door familie of vrienden. Staf Coppens gaat samen met architecte Evy Puelinckx ,superklusser Rudy en een groep familie en vrienden aan de slag in het huis. De werken duren 2 à 3 dagen terwijl de eigenaar van het huis op reis is. Dan komt de eigenaar thuis waar hij opgewacht wordt door de groep klussers.
Tijdens de renovaties interviewt Staf Coppens de klussers over hun band met de eigenaar en haalt hij grappen uit met Evy en Rudy.

## Kijkcijfers
De kijkcijfers in het eerste seizoen (dat in de zomer werd uitgezonden) lagen een stuk lager dan die van het tweede seizoen (dat in de wintermaanden op de buis kwam).
| Seizoen/aflevering | Datum            | Kijkcijfer  |
| ------------------ | ---------------- | ----------- |
| 1.1                | 15 juli 2010     | geen top 10 |
| 1.2                | 22 juli 2010     | geen top 10 |
| 1.3                | 29 juli 2010     | geen top 10 |
| 1.4                | 5 augustus 2010  | 424.868     |
| 1.5                | 12 augustus 2010 | 504.808     |
| 1.6                | 19 augustus 2010 | 420.133     |
| 1.7                | 26 augustus 2010 | 531.902     |
| 2.1                | 1 februari 2011  | 713.209     |
| 2.2                | 8 februari 2011  | 709.175     |
| 2.3                | 15 februari 2011 | 718.060     |
| 2.4                | 22 februari 2011 | 692.534     |
| 2.5                | 1 maart 2011     | 658.744     |
| 2.6                | 8 maart 2011     | 596.755     |
| 3.1                | 13 oktober 2011  | 668.270     |
| 3.2                | 20 oktober 2011  | 528.053     |
| 3.3                | 27 oktober 2011  | 586.165     |
| 3.4                | 3 november 2011  | 642.377     |
| 3.5                | 10 november 2011 | 650.206     |
| 3.6                | 17 november 2011 | geen top 10 |